# Joost Klein
Joost Klein (Leeuwarden, Países Baixos; 10 de novembro de 1997), também conhecido apenas como Joost, é um cantor, escritor e youtuber neerlandês. Foi selecionado para representar os Países Baixos no Festival Eurovisão da Canção de 2024, em Malmö, tendo-se classificado para a final. No entanto, a organização da Eurovisão acabou por desqualificar Joost, impedindo-o de atuar na final.

## Discografia

### Álbuns
- Dakloos (2016)[5]
- Scandinavian Boy (2017)[6]
- M van Marketing (com Donnie) (2018)[7]
- Albino (2019)[8]
- 1983 (2019)[9]
- Joost Klein 7 (2020)[10]
- Albino Sports, Vol. 1 (com Brunzyn) (2021)[11]
- Fryslân (2022)[12]

### Singles
| Ano  | Single                                                    | Posições | Posições | Posições | Posições | Posições | Posições | Álbum                   |
| Ano  | Single                                                    | HOL      | ALE      | AUT      | BEL(Fl)  | SUE      | SUI      | Álbum                   |
| ---- | --------------------------------------------------------- | -------- | -------- | -------- | -------- | -------- | -------- | ----------------------- |
| 2017 | "Feminist on da Block"                                    | —        | —        | —        | —        | —        | —        |                         |
| 2018 | "Meeuw" (com Stefano Keizers)                             | —        | —        | —        | —        | —        | —        | Albino                  |
| 2018 | "Ome Robert"                                              | —        | —        | —        | —        | —        | —        | Albino                  |
| 2018 | "Parmezaan & Linkerbaan" (com Donnie)                     | —        | —        | —        | —        | —        | —        | M van Marketing         |
| 2018 | "Chubby"                                                  | —        | —        | —        | —        | —        | —        |                         |
| 2018 | "Glaassie Water"                                          | —        | —        | —        | —        | —        | —        |                         |
| 2019 | "Buurman"                                                 | —        | —        | —        | —        | —        | —        | 1983                    |
| 2019 | "Absurd"                                                  | —        | —        | —        | —        | —        | —        |                         |
| 2019 | "Midlife Crisis"                                          | —        | —        | —        | —        | —        | —        |                         |
| 2019 | "Joost Klein 2"                                           | —        | —        | —        | —        | —        | —        | 1983                    |
| 2020 | "Mayo, No Fries!" (com bbno$)                             | —        | —        | —        | —        | —        | —        | Joost Klein 7           |
| 2020 | "Ham?"                                                    | —        | —        | —        | —        | —        | —        | Joost Klein 7           |
| 2020 | "Ik wil je"                                               | —        | —        | —        | —        | —        | —        |                         |
| 2020 | "Hallo Nederland"                                         | —        | —        | —        | —        | —        | —        |                         |
| 2021 | "Gewoon goed" (com Brunzyn e Donnie)                      | —        | —        | —        | —        | —        | —        | Albino Sports, Vol. 1   |
| 2021 | "Albino Sports Anthem" (com Brunzyn)                      | —        | —        | —        | —        | —        | —        | Albino Sports, Vol. 1   |
| 2021 | "Fok de blok"                                             | —        | —        | —        | —        | —        | —        |                         |
| 2021 | "Papa en Mama"                                            | —        | —        | —        | —        | —        | —        | Fryslân                 |
| 2022 | "Wachtmuziek" (com StuBru)                                | —        | —        | —        | —        | —        | —        | Fryslân                 |
| 2022 | "Florida 2009"                                            | —        | —        | —        | —        | —        | —        | Fryslân                 |
| 2022 | "Rookpauze 2" (com Vieze Asbak)                           | —        | —        | —        | —        | —        | —        |                         |
| 2023 | "Normalje Bass" (com Russian Village Boys)                | —        | —        | —        | —        | —        | —        |                         |
| 2023 | "Bruder + Schwester" (com Gladde Paling)                  | —        | —        | —        | —        | —        | —        |                         |
| 2023 | "Friesenjung" (com Ski Aggu e Otto Waalkes)               | 47       | 1        | 1        | —        | 100      | 7        |                         |
| 2023 | "Droom groot"                                             | 96       | —        | —        | —        | —        | —        |                         |
| 2024 | "Europapa"                                                | 1        | 13       | 5        | 1        | 4        | 12       | Europapa: Greatest Hits |
| 2024 | "Luchtballon"                                             | —        | —        | —        | —        | —        | —        |                         |
| 2024 | "The Bird Song"                                           | —        | —        | —        | —        | —        | —        |                         |
| 2024 | "Fußball (World Cup 1998)" (com Apson e MC Águia Pantera) | —        | —        | —        | —        | —        | —        |                         |